# Nationaal park Sånfjället
Nationaal park Sånfjället (Zweeds: Sånfjällets Nationalpark) (ook wel Sonfjället) is een Zweeds nationaal park in Härjedalen. Het park bestaat voornamelijk uit een berg met omliggende gebieden. Het park staat bekend als een van de beste plaatsen in Scandinavië om beren te zien. Er leven naar schatting tussen de tien en vijftien beren. Verder leven er ook elanden, rendieren, lynxen en andere dieren. In 1909 werd het park opgericht en het heeft tegenwoordig een grootte van 103 km².